# USA 투데이
《USA 투데이》(USA Today)는 미국의 일간신문이다. 현재 미국의 종합일간지 중에서 유일하게 전국지로 발간되는 신문이다.
1982년 출판전문그룹 개닛에서 전국지를 표방하며 창간하였다. 미국의 유명 종합일간지들은 모두 기본적으로 각 지방을 연고로 하여 발간하기 때문에 특정 지역을 중심으로 하지 않는 전국지로 발간한다는 전략은 매우 특색있는 것이었다. 또한 처음부터 간결한 기사와 화려한 그래픽, 사진 등으로 눈길을 끌어 곧 미국에서 발행부수가 가장 많은 신문이 되었다. 최근 발행부수가 다소 감소하여, 2010년 3월 기준으로 일평균 약 180만부로 《월스트리트 저널》에 뒤지고 있다. 워싱턴 D. C. 인근의 버지니아주 페어팩스 군에서 발행하여 미국 전역에 배포된다.
창간 이후 34년간의 선거에서 특정 후보에 대한 입장을 밝히지 않는 중립적인 자세를 취해왔으나, 2016년 미국 대통령 선거에서 처음으로 도널드 트럼프 공화당 후보에 대하여 반대 입장을 냈다.
1988년부터 엔터테인먼트 뉴스 텔레비전 프로그램을 방영하기도 했으나 저조한 평가로 1990년 종영되었다.